# 狭叶油茶
狭叶油茶（学名：Camellia lanceoleosa）为山茶科山茶属的植物。分布在中国大陆的江西等地，属中国原产的植物（非从国外引种）。